# ケビン・コルドン
ケビン・ハロルド・コルドン・ブエゾ（西: Kevin Haroldo Cordón Buezo、1986年11月28日 - ）は、グアテマラの男子バドミントン選手。サカパ県ラ・ウニオン出身。
2007年にリオデジャネイロで開催されたパンアメリカン競技大会に出場し、カナダのマイク・ベレスに決勝で敗れ銀メダルを獲得した。2008年には北京オリンピックに出場権を得て、開会式で選手団の旗手を務めたが、競技では男子シングルスの1回戦で中国の鮑春来に敗れた。
2011年の世界選手権では1回戦で第5シードのチェン･ロン（中国）をファイナルゲームの末に破り、その後も勝ち進んでベスト8の結果を残した。
2012年ロンドンオリンピックではベスト16。
2021年開催の東京オリンピック男子シングルスでは予選リーグで第8シードの伍家朗（香港）を破って、決勝トーナメントに進出。1回戦でMark Caljouw（オランダ）を破ると、準々決勝では世界ランキング1位で第1シードの桃田賢斗を破って勝ち上がってきた許侊熙（韓国）をストレートで下した。世界ランキング59位のコルドンがベスト4入りした結果に本人は「私が準決勝に残るなんて、信じられますか？本当にアメージングな気持ちです」と語った。準決勝は第3シードのビクトル・アクセルセン（デンマーク）、3位決定戦は第5シードのアンソニー・シニスカ・ギンティン（インドネシア）に敗れて最終成績は4位。